# Hall of Fame (UCI)
Pour les articles homonymes, voir Hall of Fame.
 (octobre 2024).
Si vous disposez d'ouvrages ou d'articles de référence ou si vous connaissez des sites web de qualité traitant du thème abordé ici, merci de compléter l'article en donnant les références utiles à sa vérifiabilité et en les liant à la section « Notes et références ».
 (octobre 2024).
Le Hall of Fame (en français : « temple de la renommée ») de l'Union cycliste internationale est situé au siège de celle-ci à Aigle en Suisse. Il a été inauguré en 2002.

## Liste des membres

### Route - hommes
| - Vittorio Adorni (1937-2022) - Jacques Anquetil (1934–1987) - Moreno Argentin (* 1960) - Federico Bahamontes (1928-2023) - Ercole Baldini (1933-2022) - Gino Bartali (1914–2000) - Alfredo Binda (1902–1986) - Louison Bobet (1925–1983) - Gianni Bugno (* 1964) - Eugène Christophe (1885–1970) - Fausto Coppi (1919–1960) - Maurice Garin (1871–1957) - Charly Gaul (1932–2005) | - Felice Gimondi (1942-2019) - Bernard Hinault (* 1954) - Miguel Indurain (* 1964) - Jan Janssen (* 1940) - Sean Kelly (* 1956) - Ferdy Kübler (1919–2016) - Hennie Kuiper (* 1949) - André Leducq (1904–1980) - Greg LeMond (* 1961) - Lucien Lesna (1863–1932) - Antonin Magne (1904–1983) - Freddy Maertens (* 1952) | - Fiorenzo Magni (1920–2012) - Eddy Merckx (* 1945) - Francesco Moser (* 1951) - Raymond Poulidor (1936-2019) - Stephen Roche (* 1959) - Giuseppe Saronni (* 1957) - Albéric Schotte (1919–2004) - Georges Speicher (1907–1978) - Philippe Thys (1890–1971) - Rik Van Looy (1933–2024) - Rik Van Steenbergen (1924–2003) - Joop Zoetemelk (* 1946) |

### Route - Femmes
- Maria Canins (* 1949)
- Jeannie Longo-Ciprelli[Note 1] (* 1958)

### Piste - Hommes
| - Urs Freuler (* 1958) - Michael Hübner (* 1959) - Antonio Maspes (1932–2000) | - Daniel Morelon (* 1944) - Michel Rousseau (1936–2016) - Jef Scherens (1909–1986) | - Major Taylor (1878–1932) - Arie van Vliet (1916–2001) - Arthur-Augustus Zimmerman (1869–1936) |

### Piste - Femmes
- Félicia Ballanger (* 1971)

### Cyclo-Cross - Hommes
| - Eric De Vlaeminck (1945-2015) - André Dufraisse (1926-2021) - Roland Liboton (* 1957) | - Renato Longo (* 1937) - Klaus-Peter Thaler (* 1949) | - Rolf Wolfshohl (* 1938) - Albert Zweifel (* 1949) |

### VTT - Hommes
- Ned Overend (* 1955)

## Galerie

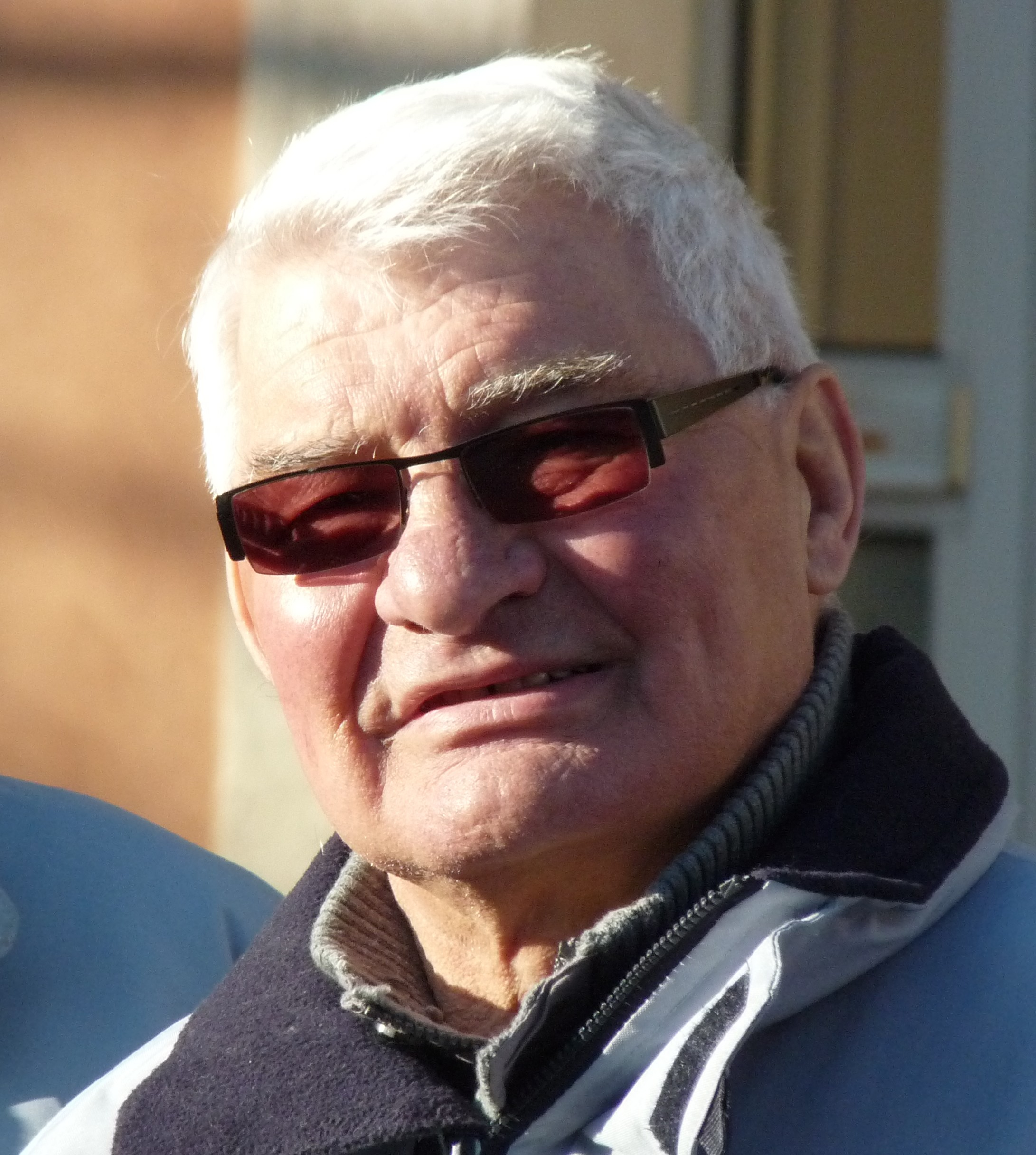
Raymond Poulidor
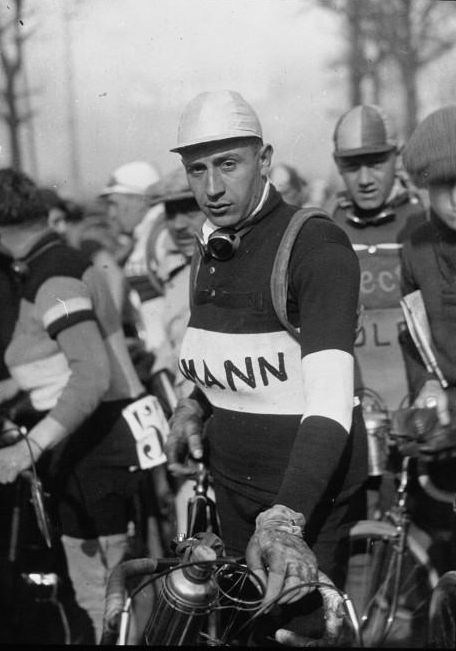
Georges Speicher
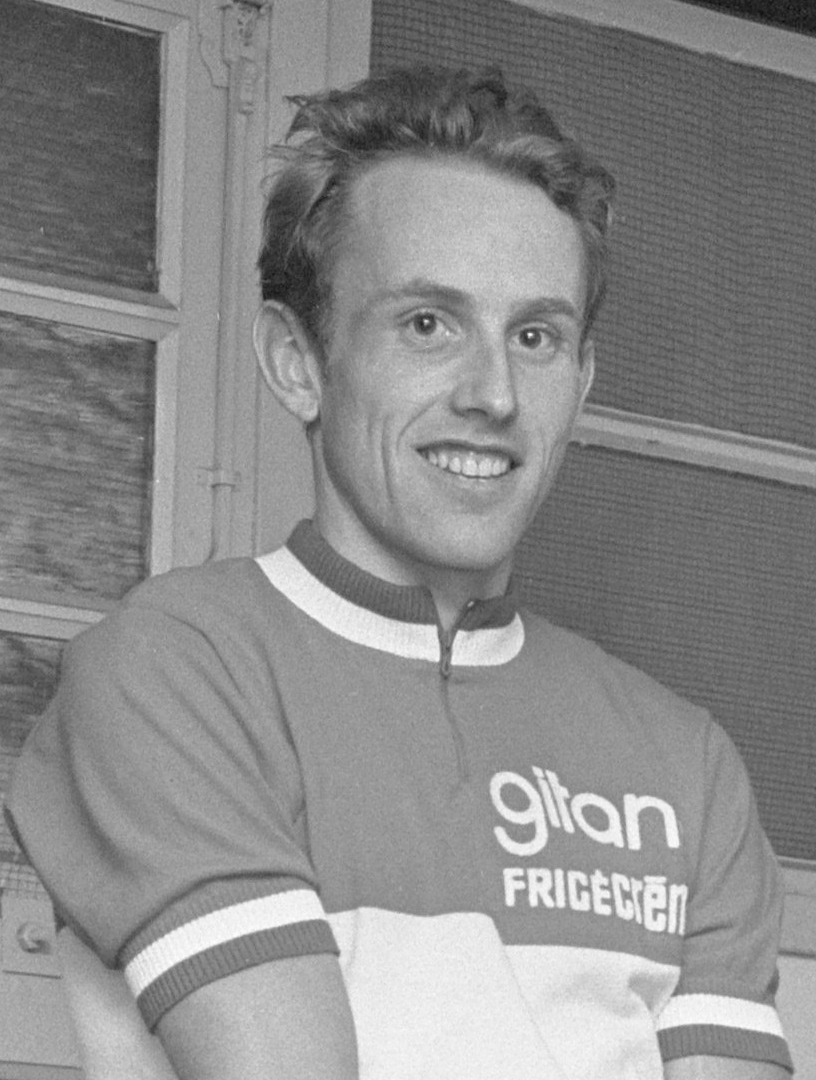
Joop Zoetemelk
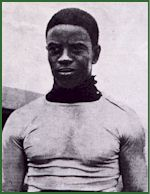
Major Taylor
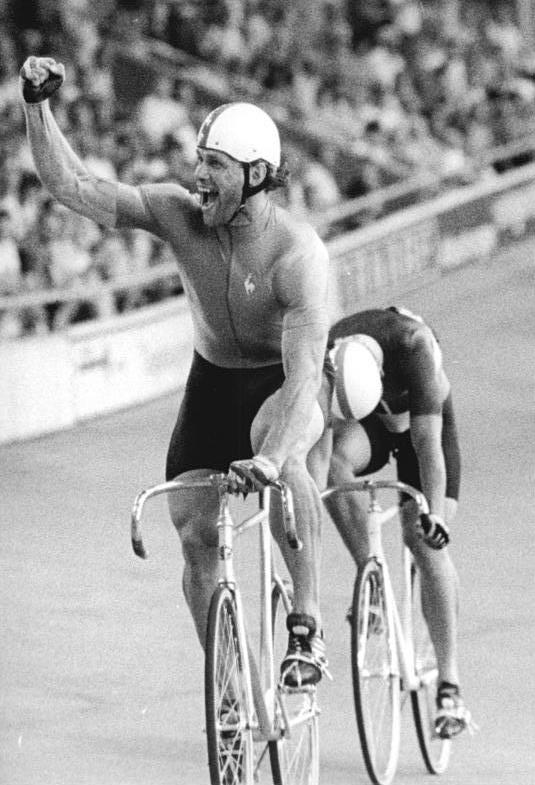
Michael Hübner
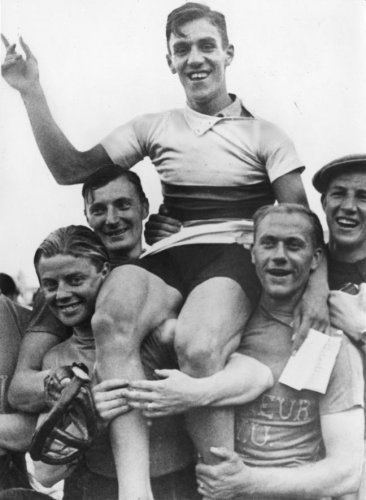
Arie van Vliet